# Metropolitní kapitula v Košicích
Metropolitní kapitula v Košicích (slovensky Metropolitná kapitula v Košiciach) byla původně založena pod názvem Košická katedrálna kapitula současně se založením římskokatolické košické diecéze bulou papeže Pia VII. In universa gregis Dominici cura ze dne 9. srpna 1804. Po povýšení diecéze na arcidiecézi v roce 1995 došlo ke změně názvu na současný.
Před koncem roku 2023 odešel probošt Mons. Pavel Dráb do důchodu a v této službě ho nahradil Mons. Anton Fabian, který do té doby zastával v kapitule službu Lektora.

## Sídelní kanovníci
- Probošt: Mons. prof. ThDr. JCDr. Anton Fabian, PhD.
- Kantor: ThLic. Tibor Závadský
- Kustod: Mons. ThDr. Jozef Korem
- Arcijáhen: ThDr. Jozef Ondovčák, PhD. (narozen v roce 1964, kanovníkem od roku 1996)
- Magistr: Mons. ThLic. František Šándor
- Magistr: neobsazeno
- Magistr: neobsazeno
- Lektor: neobsazeno

## Čestní kanovníci
- Mons. prof. ThDr. PaedDr. Pavol Dráb, PhD. (v důchodu, probošt do roku 2023)
- vdp. Imrich Anderko (v důchodu)

## Zesnulý kanovníci
- ThLic. Jozef Šechný (* 1941 - † 2022)
- prof. ThDr. Willi Hübinger (* 1935 - † 2015)
- František Cicholes (*1919 - † 2005)